# اریک آلمن
اریک پائول آلمن (به انگلیسی: Eric Paul Allman) زاده ۲ سپتامبر ۱۹۵۵، یک برنامه‌نویس و توسعه‌دهنده نرم‌افزار است که بیشتر به خاطر نوشتن برنامه‌های سندمیل و دلیورمیل شناخته می‌شود. آلمن در سال ۱۹۸۸ شرکت سندمیل را تأسیس کرد.

## sendmail و syslog
از آنجا که کدهای منبع یونیکس در دانشگاه برکلی در دسترس بود، هکرهای آنجا خیلی سریع شروع به توسعه و گسترش یونیکس AT&T کردند. یکی از برنامه‌هایی که آن‌ها نوشتند، برنامه delivermail بود که در سال ۱۹۸۱ به sendmail تبدیل شد. این برنامه که یک عامل انتقال پیام بود، برای ارسال نامه‌های الکترونیکی بر روی شبکه کوچک آرپانت طراحی شده بود.
سندمیل خیلی زود تبدیل به یکی از بخش‌های مهم بی‌اس‌دی شد و امروزه هم به عنوان یکی از پراستفاده‌ترین MTA‌ها در یونیکس مطرح است، هرچند که این برنامه به سخت‌بودن در پیکربندی شهرت دارد و مشکلات امنیتی آن بارها مورد سوءاستفاده قرار گرفته‌است.
قالبی که برنامه sendmail از آن برای ثبت رخدادها استفاده می‌کرد، syslog، در ابتدا مختص همین برنامه طراحی شده بود، اما در نهایت تبدیل به یک استاندارد دو فکتو شد که دیگر برنامه‌های غیرمرتبط هم شروع به استفاده از آن کردند. بعدها در سال ۲۰۰۱ این قالب در RFC 3164 استاندارد شد، هرچند که قالب اولیه در آخرین نسخه، RFC 5424 منسوخ شمرده شده‌است.
علاوه بر این دو برنامه، او همچنین به خاطر ابداع کردن یک شیوه دندانه‌گذاری و قالب‌بندی کدهای منبع به زبان C هم شهرت دارد که به آن «شیوه آلمن» یا «شیوه بی‌اس‌دی» می‌گویند (این قالب را نباید با فرم KNF که برای هسته سیستم‌عامل است، اشتباه گرفت)، که گاهی اوقات به اشتباه «شیوه آنسی» هم نام می‌گیرد.

## زندگی خصوصی
آلمن یک همجنس‌گرای علنی است و ۳۵ سال است که با مارشال کیرک مک‌کیوسیک در برکلی، کالیفرنیا به صورت مشترک زندگی می‌کنند. آن دو از سال ۲۰۱۳ با یکدیگر ازدواج کرده‌اند. مک‌کیوسک یکی از رهبران توسعه بی‌اس‌دی است. آن دو اولین بار در دانشگاه همدیگر را ملاقات کردند.
یک نوع لذت بیمارگونه در دانستن این حقیقت وجود دارد که، اساساً غیرممکن است یک نفر یک ایمیل تنفرآمیز را بدون اینکه یک برنامه گی به آن دست بزند، از طریق اینترنت ارسال کند. -- اریک آلمن.